# 太陽の蓋
『太陽の蓋』（たいようのふた）は、2016年の日本の映画作品。
2011年3月11日の東日本大震災に伴う福島第一原子力発電所事故の発生からの5日間に焦点を当て、情報不足と混乱の中で対応に当たる首相官邸内の様子を真相に迫る1人の新聞記者の視点を軸に再現したノンフィクション作品。震災発生当時の菅直人内閣の政治家は全て実名で登場しているが、電力会社・東京電力の名称は「東日電力」に変えられている。
第40回モントリオール世界映画祭「Focus On World Cinema」部門・正式招待作品。日本シナリオ作家協会・2016年鑑代表シナリオ選出。記者が選んだ今年の邦画ベスト10（2016年 神奈川新聞）第5位。
東日本大震災から10年後となる2021年には90分に再編集されたバージョンで再公開された。再編集版は第10回リオデジャネイロ国際ウラン映画祭2021「HONORABLE MENTION」を受賞している。

## あらすじ
2011年3月11日午後2時46分、宮城県沖を震源とする東日本大震災が発生する。官邸には緊急災害対策本部が設置され、三田村邦彦演じる菅直人首相、菅原大吉演じる枝野幸男官房長官、神尾佑演じる福山哲郎官房副長官らが官邸地下の緊急災害対策本部に集結する。予想以上の被害に呆然とする中、福島第一原発から交流電源喪失により全冷却機能停止の一報が入る。官邸記者クラブにいた北村有起哉演じる新聞記者の鍋島は気脈を通じる袴田吉彦演じる官房副長官秘書官の坂下に取材をかけるが…

## キャスト
- 鍋島亮（東京中央新聞記者）：北村有起哉
- 坂下和彦（官房副長官秘書官）：袴田吉彦
- 鍋島麻奈美（亮の妻）：中村ゆり
- 佐山修一（福島第一原発作業員）：郭智博
- 山中裕樹（毎匡新聞記者）：大西信満
- 福山哲郎（内閣官房副長官）：神尾佑
- 寺田学（首相補佐官）：青山草太
- 枝野幸男（内閣官房長官）：菅原大吉
- 菅直人（内閣総理大臣）：三田村邦彦
- 佐山貴之：井之上隆志
- 佐山晴枝：宮地雅子
- 直子・マコーミック：菜葉菜
- 小宮信介（内閣広報室審議官）：阿南健治
- 佐伯達弘（内閣危機管理監）：伊吹剛
- 万城目嗣久（原子力安全委員会委員長）：岩谷健司
- 宅間正一（東日電力フェロー）：谷藤太
- 手島憲之（原子力安全・保安院院長）：島英臣
- 北原康夫：浜田学
- 安井国広：井上肇
- 記者：ヘイデル龍生、渡辺聡
- 小池俊朗：内野智

## スタッフ
- 監督：佐藤太
- 脚本：長谷川隆
- 製作：橘民義
- プロデューサー：大塚馨
- アソシエイトプロデューサー：大野拓夫
- ラインプロデューサー：加藤賢治
- 撮影：小宮由紀夫
- 照明：林大樹
- 録音：良井真一
- 整音：小宮元
- 美術：及川一
- VFXプロデューサー：平興史
- 装飾：太田哲
- 衣装：高橋英治
- ヘアメイク：金森恵
- 編集：小林由加子
- 音楽：ミッキー吉野
- スクリプター：黒河内美佳
- 助監督：廣田啓
- 制作担当：高見明夫
- 制作プロダクション：アイコニック
- 配給：太秦